# Bariomicrolite
La bariomicrolite è un minerale scoperto nel 1977 ma dal 2010 non è più considerato valido dall'IMA perché contiene troppo poco bario per essere considerato come una specie a sé stante.